# قانون يركيس دودسون

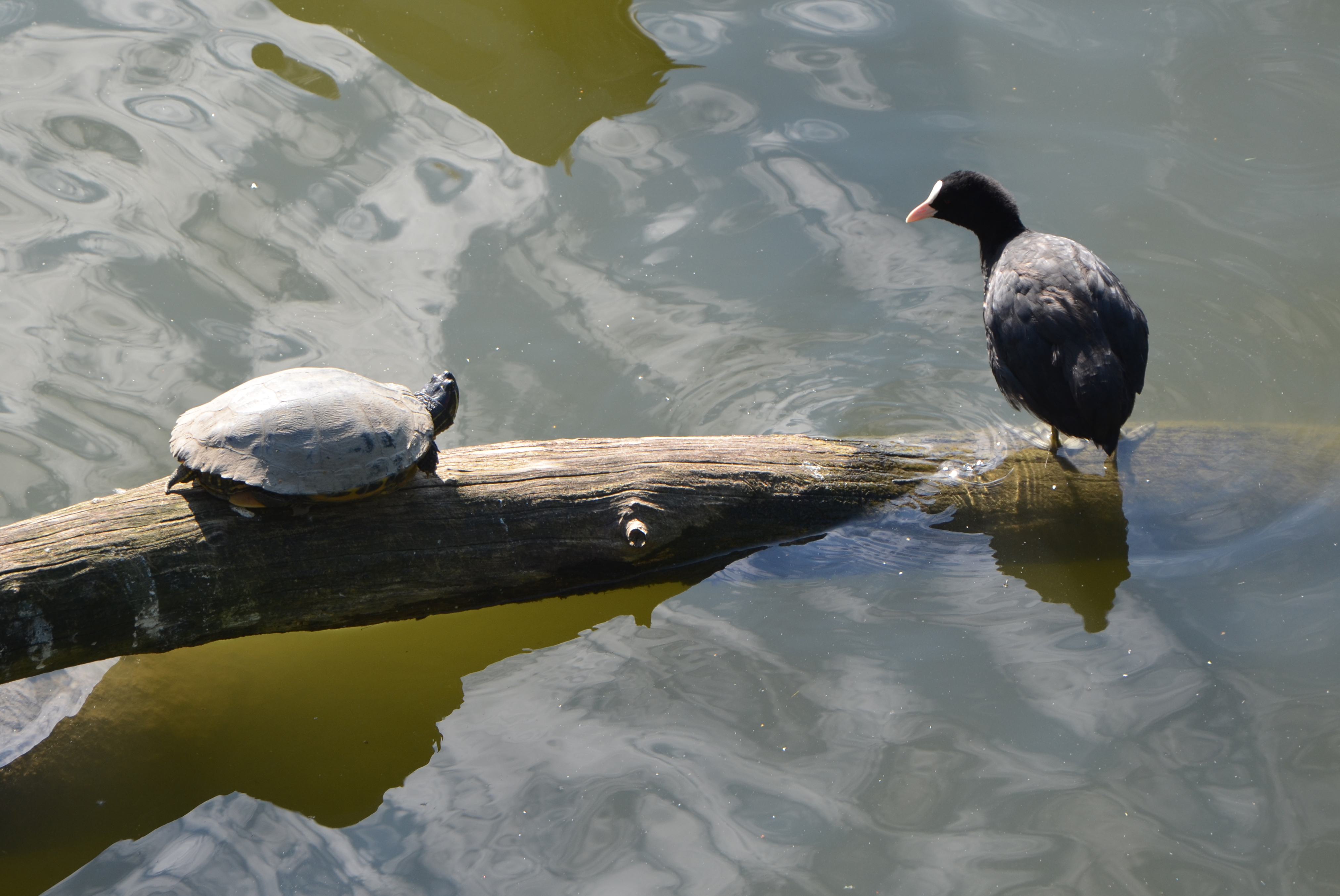

قانون يركيس دودسون (بالإنجليزية: Yerkes–Dodson law)‏ هو علاقة تجريبية بين التيقظ والأداء، وُضع القانون من قبل عالمي النفس روبرت م. يركيس وجون ديلينغهام دودسون في عام 1908. وينص القانون على أن الأداء يزيد بزيادة التيقظ الفسيولوجي أو العقلي، ولكن فقط حتى نقطة معينة، وعندما تصبح مستويات التيقظ مرتفعة جدا، فإن الأداء ينخفض.